# Feodosij Tjernysjov
Feodosij Nikolajevitj Tjernysjov (ryska: Феодосий Николаевич Чернышёв), född 24 september (gamla stilen: 12 september) 1856 i Kiev, död 15 januari (2 januari) 1914 i Sankt Petersburg, var en ukrainsk-rysk geolog.
Tjernysjov var chef för den ryska geologiska kommittén och utförde viktiga undersökningar i Uralbergen, Timanområdet och på Svalbard samt ledde expeditioner genom Novaja Zemlja och Turkestan. Han var chef för den ryska avdelningen i den Svensk-ryska gradmätningsexpeditionen till Svalbard 1899–1902, i vilken även bland andra Helge Backlund och Jonas Westman deltog.
Tjernysjovs publikationer omfattar i främsta rummet den fossila faunan inom Rysslands karbon- och devonlager. Hans huvudverk är Die obercarbonischen Brachiopoden des Ural und des Timan. Han var ledamot av kejserliga Vetenskapsakademien i Sankt Petersburg, korresponderande ledamot av Geologiska Föreningen i Stockholm, hedersledamot av en mängd vetenskapliga sällskap och hedersdoktor vid fem universitet.